# Мелнгайлис, Тенис
Тенис Витаутс Эмильевич Мелнгайлис (латыш. Tenis Vitauts Melngailis; 13 декабря 1912, Ташкент — 8 декабря, 1980, Рига) — латвийский и советский шахматист.

## Биография
Сын известного латышского композитора Эмиля Мелнгайлиса. В шахматы Тениса научил играть отец, который сам был сильным шахматистом. Уже в 1936 году Тенис Мелнгайлис в составе сборной Латвии принял участие в неофициальной шахматной олимпиаде в Мюнхене, где играл на первой запасной доске (+4, =1, −5) В 1938 году по итогам чемпионата Латвии по шахматам он принимает участие в 2-м международном шахматном турнире в Кемери, где в сильной конкуренции делит 11-е — 12-е место В 1939 году в Буэнос-Айрес во второй раз представляет сборную Латвии на шахматной олимпиаде на первой запасной доске (+4, =3, −1). После возвращения в Латвию занимает седьмое место в турнире кандидатов в сборную Латвии в Риге. Во время Второй мировой войны с 1943 по 1944 год руководит шахматным союзом Латвии. В первые послевоенные годы продолжает активно участвовать в различных шахматных турнирах. В 1946 году в Риге побеждает на Всесоюзном турнире I категории и получает звание кандидата в мастера СССР по шахматам. В том же году делит 3-е — 5-е место на мемориале Фрициса Апшениека. В 1947 году делит 3-е — 4-е место на мемориале Германа Матисона. В 1940-е и в 1950-е годы вёл шахматный отдел в журнале для юношества «Bērnība». В последующие годы связи с ухудшением здоровья результаты Тениса Мелнгайлиса в шахматных турнирах снижаются, и с середины 1950-х он постепенно прекращает свои шахматные выступления.
Похоронен на Лесном кладбище в Риге.